# Buzz! Il Quizzone Nazionale
Buzz! Il Quizzone Nazionale (Buzz! Brain of the World) è un gioco della serie Buzz! uscito il 26 marzo 2009, pubblicato da Sony Computer Entertainment Europe. È disponibile per PlayStation 2, PlayStation 3 e PSP.

## Versioni internazionali
Buzz! Il Quizzone Nazionale si tratta della versione localizzata in Italia del videogioco Buzz! Brain of the World, di cui sono state tratte altre 20 versioni del gioco dedicati ai vari paesi di destinazione, il gioco quindi contiene argomenti e domande che variano da regione a regione.
| Versioni                                                      | Regioni                              |
| ------------------------------------------------------------- | ------------------------------------ |
| Buzz!: Brain of the World                                     | Internazionale/ Irlanda              |
| Buzz!: Brain of the UK                                        | Regno Unito                          |
| Buzz!: Le plus malin des Français                             | Francia                              |
| Buzz!: Deutschlands Superquiz                                 | Germania                             |
| Buzz!: Brain of New Zealand                                   | Nuova Zelanda                        |
| Buzz!: Brain of Oz                                            | Australia                            |
| Buzz!: Il Quizzone Nazionale                                  | Italia                               |
| Buzz!: ¿Qué sabes de tu país?                                 | Spagna                               |
| Buzz!: Brain of Switzerland                                   | Svizzera (Tedesco/Francese/Italiano) |
| Buzz!: De strafste van België/Buzz!: Le plus malin des Belges | Belgio (Olandese/Francese)           |
| Buzz!: De slimste van Nederland                               | Paesi Bassi                          |
| Buzz!: Mozak Hrvatske                                         | Croazia                              |
| Buzz!: Das große Länderquiz                                   | Austria                              |
| Buzz!: Quem é o Génio Português?                              | Portogallo                           |
| Buzz!: Suomen Neropatti                                       | Finlanda                             |
| Buzz!: Danske Genier                                          | Danimarca                            |
| Buzz!: Svenska Genier                                         | Svezia                               |
| Buzz!: Norgesmester                                           | Norvegia                             |
| Buzz!: Сокровища нации                                        | Russia                               |
| Buzz!: Polskie Łamigłówki                                     | Polonia                              |

## Trama
Il gioco consiste nel rispondere a domande poste dal presentatore, lo stesso Buzz!, guadagnando punti ad ogni risposta esatta. È inoltre possibile ottenere il ruolo di conduttore al posto di Buzz!. Nella modalità multiplayer, possono giocare fino a 8 giocatori.